# Игнатьев, Игнатий Петрович
Игнатий Петрович Игнатьев (1866—1933) — русский военачальник, генерал-майор.

## Биография
Родился 29 декабря 1865 года (10 января 1866 года) в православной семье капитана Крепостной Артиллерии крепости Грозная Петра Игнатьевича Игнатьева и дочери титулярного советника Анастасии Николаевны Чистопольской.
Общее образование получил во Владикавказском реальном училище.
В службу вступил 24 октября 1883 года. Окончил Тифлисское пехотное юнкерское училище. В офицеры произведен в 74-й пехотный Ставропольский полк. Подпоручик (ст. 01.09.1885). Поручик (ст. 01.09.1889). Штабс-капитан (ст. 15.03.1900). Капитан (ст. 15.03.1901). Командовал ротой и батальоном.
Подполковник (пр. 1906; ст. 01.01.1906; за отличие). На 1 января 1909 года состоял в 74-м пехотном Ставропольском полку. Полковник (ст. 06.12.1911). На 1 марта 1914 года — в 73-м пехотном Крымском полку.
Участник Первой мировой войны. На декабрь 1915 года был в том же чине командиром 257-го пехотного Евпаторийского полка (2-й очереди, развернут из кадра 73-го пехотного Крымского полка). Генерал-майор с 29 июля 1916 года. На январь 1917 года — командующий тем же полком. Затем — командующий 103-й пехотной дивизией (18.05.-08.06.1917), командующий 2-й пехотной дивизией (с 08.06.1917).
Участник Гражданской войны в России. На 12 октября 1919 года в Ставке ВСЮР в Феодосии. Эвакуировался из Крыма в Константинополь в составе Белой Армии.
Затем находился в эмиграции в Югославии, в городе Нови Сад, был членом РОВС.
Умер в г. Нови Сад 2 января 1933 года. Похоронен на Успенском православном кладбище Нови Сада, вместе с двумя сестрами, Александрой Петровной Клосовской и Ольгой Петровной Балабан.

## Награды
- Награждён орденом Св. Георгия 4-й степени (12 января 1917) и Георгиевским оружием (10 декабря 1915).
- Также награждён орденами Св. Анны 3-й степени (1900); Св. Станислава 2-й степени (1910); Св. Владимира 4-й степени с мечами и бантом (1914); Св. Владимира 3-й степени с мечами (1915); мечи к ордену Св. Станислава 2-й степени (1915) и Высочайшим благоволением (14 мая 1915; за отличия в делах…).